# 시안 JH-7
시안 JH-7(FBC-1; 殲轟-7; Jiānhōng-7;Flounder)은 중국이 독자개발한 쌍발엔진 2인승 다목적 전투기이다.
2010년 5월 김정일이 방중하여 JH-7 30대를 제공해 달라고 요청했다가 거절당했다.
최대이륙중량 28톤, 최대무장탑재량이 9톤인 JH-7는, 최대이륙중량 36톤, 최대무장탑재량 10톤인 F-15K, 최대이륙중량 24톤, 최대무장탑재량이 9.5톤인 라팔과 비슷하다.
미라주 2000, T-50 골든이글과 비슷한 추력 12000파운드 엔진을 2개 장착했다. 추력 12000파운드급 쌍발 엔진 전투기로 유명한 것은 러시아 미코얀 MiG-29(초도비행 1977년), 미국 F/A-18(1978년), 프랑스 라팔(1986년), 유럽 유로파이터(1994년)가 있다.

## 실전사례
2004년, 업그레이드 된 JH-7A가 실전배치되었다. JH-7A는 JL-10A 펄스 도플러 레이다, 플라이 바이 와이어(FBW) 항법장치, 하드포인트의 추가, 레이저 유도 폭탄, Kh-31P 대레이다 미사일을 장착했다.
2009년 7월 19일, JH-7A가 중러 합동군사훈련 "Peace Mission 2009"에서 추락했다. 2명의 조종사는 탈출에 실패해 사망했다.

## 제원 (JH-7)
정보의 출처: AVIC I, SinoDefence.com
일반 특성
- 승무원: 2: pilot, weapons operator
- 화물탑재량: 9,000 kg[2][3] (19,842 lb) of weapons
- 길이: 22.32 m (73 ft 2 in)
- 날개폭: 12.8 m (41 ft 7 in)
- 높이: 6.22 m (20 ft 4 in)
- 날개면적: m² (ft²)
- 공허중량: 14,500 kg[4] (31,900 lb)
- 탑재중량: kg (lb)
- 최대이륙중량: 28,475 kg (62,720 lb)
- 엔진: 2× Xian WS9 (a license-built Spey Mk202) afterburning turbofans
  - 최대추력: 54.29 kN (12,250 lbf) 각각
  - 재연소시추력: 91.26 kN (20,515 lbf) 각각

성능
- 최대속도: Mach 1.75 (1,808 km/h, 1,122 mph)
- 전투행동반경: 1,759 km (890 nm, 1,093 mi)
- 최대항속거리: 3,700 km (1,970 nm, 2,299 mi)
- 상승한도: 16,000 m (51,180 ft)
- 날개하중: kg/m² (lb/ft²)

무장
- 기관포: 1× 23mm twin-barrel GSh-23L autocannon, 300 rounds
- 무기장착점: 9 in total (6× under-wing, 2× wing-tip, 1× under-fuselage) 9,000 kg (20,000 lb) external fuel and ordnance,
- 로켓: 57mm/90mm unguided rocket pods
- 미사일: ** 공대공 미사일:
  -     - PL-5[5]
    - PL-8
    - PL-9

  - 공대함 미사일:
    - Yingji-8K[6]
    - Yingji-82K[7]
    - Kongdi-88[8]

  - 대레이다 미사일:
    - Yingji-91[9]
- 폭탄: ** 비유도 폭탄
  - 레이저 유도 폭탄

항공전자장비
JL-10A radar

## 같이 보기
- 제너럴 다이내믹스 F-111 아드바크
- 제너럴 다이내믹스 F-111 아드바크
- 파나비아 토네이도
- SEPECAT 재규어
- 수호이 Su-24
- 미쓰비시 F-1